# Uramita

Bandeira de Uramita.

Brasão de Uramita.

Localização de Uramita, no departamento de Antioquia.

Uramita é uma cidade e município da Colômbia, no departamento de Antioquia. Dista 173 quilómetros de Medellín, a capital do departamento. O município possui uma área de 236 quilómetros quadrados, e sua população, segundo o censo de 2002, é formada por 8.701 habitantes.